# Hanniball

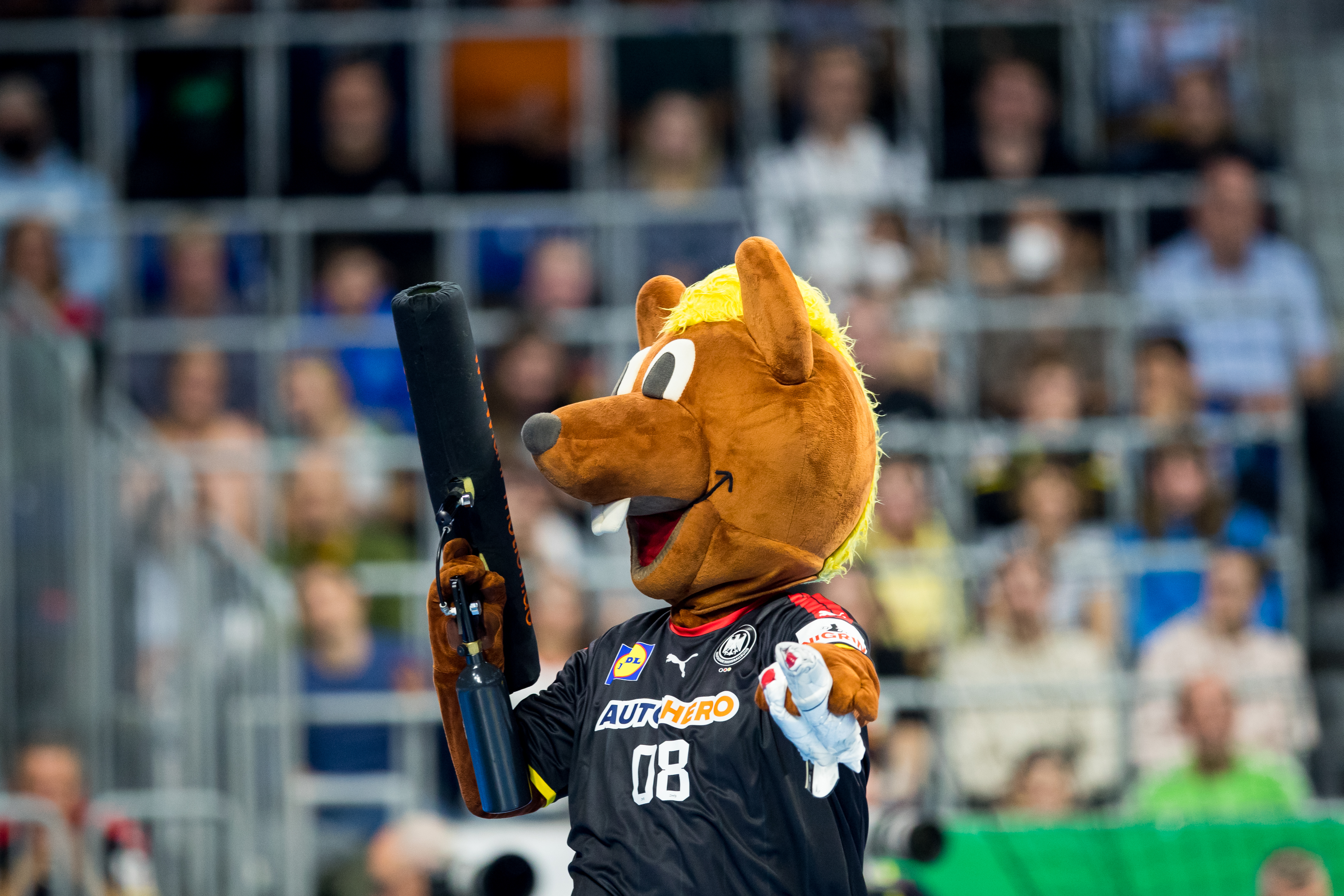
Hanniball mit einer T-Shirt-Kanone

Hanniball war das offizielle Maskottchen der Handball-Weltmeisterschaft 2007 in Deutschland.
Es stellt ein Hörnchen dar. Der Name ist angelehnt an den karthagischen Feldherrn Hannibal aus vorchristlicher Zeit. Durch die Anlehnung an den karthagischen Feldherrn sollte der Name Attribute wie Mut, Kühnheit, Entschlossenheit und Aktivität symbolisieren. Daneben enthält der Name auch ein Wortspiel (Hanniball – „Handball“).
Bis heute ist er das offizielle Maskottchen der deutschen Männer-Handballnationalmannschaft.

## Handball-WM der Frauen 2017
Für die Handball-Weltmeisterschaft der Frauen 2017 wurde Hanniball erneut zum offiziellen Maskottchen ausgewählt.